# Galwiecie
Galwiecie (niem. Gehlweiden) – wieś w Polsce położona w województwie warmińsko-mazurskim, w powiecie gołdapskim, w gminie Gołdap.
W latach 1975–1998 miejscowość administracyjnie należała do województwa suwalskiego.
Wieś położona między jeziorem Ostrówek i jeziorem Rakówek, założona w 1531 r. jako majątek szlachecki. Nad jeziorem Rakówek znajduje się pałac z 1920 r. oraz cmentarz z tego samego roku. Jest także młyn wodny oraz przystanek PKS. Integralną część miejscowości stanowi Czarnówko.